# Emil Maurice
Emil Maurice (Westermoor, 19 januari 1897 - München, 6 februari 1972) was een van de eerste leden van de Nationaalsocialistische Duitse Arbeiderspartij en een van de oprichters van de SS (Schutzstaffel). Samen met Erich Kempka was hij tevens een van Hitlers persoonlijke chauffeurs - ondanks zijn ten dele Joodse afkomst. Maurice was ook parlementslid voor de NSDAP in de Rijksdag.

## Vroege levensfase en associatie met Hitler
Maurice was horlogemaker van beroep. Hij werd een naaste medewerker van Adolf Hitler. Hun persoonlijke vriendschap dateerde van minstens 1919, toen beiden lid waren van de Deutsche Arbeiterpartei (DAP). In 1920 werd de Sturmabteilung opgericht. Maurice werd de eerste Oberster SA-Führer.
In 1923 werd Maurice SA-commandant van de nieuw opgerichte Stabswache, een speciale SA-compagnie met als taak de bewaking van Hitler tijdens nazipartijen en -congressen. Later dat jaar werd de eenheid hernoemd tot Stoßtrupp Adolf Hitler (stoottroepen Adolf Hitler). Maurice, Julius Schreck, Joseph Berchtold en Erhard Heiden waren allen lid van de Stoßtrupp. De Stoßtrupp, SA en andere paramilitaire eenheden namen op 9 november 1923 deel aan de mislukte Bierkellerputsch in München. Hitler en Rudolf Hess werden gevangengezet in de gevangenis van Landsberg. Tijdens deze gevangenschap werden de nazipartij en andere daaraan verbonden groeperingen, inclusief de Stoßtrupp, officieel ontbonden.
Na Hitlers vrijlating werd de nazipartij officieel heropgericht. Hitler gaf de opdracht voor het formeren van een nieuwe bodyguardeenheid: het Schutzkommando (beschermingscommando). Deze werd geformeerd door Julius Schreck en de oud Stoßtrupp-leden Maurice en Heiden. In hetzelfde jaar werd de Schutzkommando uitgebreid tot nationaal niveau en hernoemd tot Schutzstaffel (SS) (beschermingsafdeling). Hitler kreeg SS-lidnummer één en Emil Maurice kreeg lidnummer twee. Maurice werd de eerste SS-Führer in de nieuwe organisatie, hoewel Julius Schreck als eerste Reichsführer-SS het leiderschap van de SS op zich nam. Maurice werd Hitlers chauffeur. Het gerucht ging binnen de partij dat hij een relatie had met Geli Raubal (de dochter van Hitlers halfzuster Angela) en dat zij zwanger van hem was toen zij suïcide beging.

## Conflicten met Himmler over zijn Joodse achtergrond
Toen Himmler Reichsführer-SS werd, kwam Maurice met hem in conflict over diens raciale zuiverheidsvoorschriften voor SS-officieren, toen hij in verband met zijn huwelijk in 1935 openheid moest geven over zijn familiegeschiedenis. Himmler verklaarde toen dat Maurice, afgaande op zijn stamboom, zonder twijfel niet van Arische afkomst was. Alle SS-officieren moesten bewijzen dat ze afstamden van sinds 1750 raciaal zuivere families. Het bleek echter dat Maurice joodse voorouders had: Charles Maurice Schwartzenberger (1805-1896), de oprichter van het Thalia theater in Hamburg, was zijn overgrootvader.
Himmler stelde voor dat Maurice uit de SS gezet zou worden, samen met andere leden van zijn familie. Tot zijn ergernis bleef de Führer zijn oude vriend echter steunen. In een geheime brief, geschreven op 31 augustus 1935, dwong Hitler Himmler om een uitzondering te maken voor Maurice en zijn broers. Deze werden ”ere-Ariërs” en mochten in de SS blijven.

## Latere leven
Hij werd in 1936 voor Leipzig afgevaardigde in de Reichstag en vanaf 1937 voorzitter van de Münchense Kamer van Koophandel.
Vanaf 1940 tot 1942, diende hij als Luftwaffe-officier. Na de oorlog werd hij in 1948 veroordeeld tot vier jaar werkkamp. Hij overleed op 6 februari 1972.

## Carrière
Maurice bekleedde verschillende rangen in zowel de Sturmabteilung als Allgemeine-SS. De volgende tabel laat zien dat de bevorderingen niet synchroon liepen.
| Datums            | Beiers leger | Sturmabteilung                           | Allgemeine-SS          | Luftwaffe                |
| ----------------- | ------------ | ---------------------------------------- | ---------------------- | ------------------------ |
| 1 december 1917   | Kanonier     | —                                        | —                      | —                        |
| 12 november 1920  | —            | Führer Turn und Sportabteilung der NSDAP | —                      | —                        |
| 1920              | —            | Oberste SA-Führer                        | —                      |                          |
| 21 september 1925 | —            | —                                        | SS-Anwärter            | —                        |
| 1926              | —            | —                                        | SS-Mann                | —                        |
| 4 mei 1933        | —            | —                                        | SS-Sturmbannführer     | —                        |
| 9 november 1933   | —            | —                                        | SS-Obersturmbannführer | —                        |
| 1 juli 1934       | —            | —                                        | SS-Standartenführer    | —                        |
| 30 januari 1939   | —            | —                                        | SS-Oberführer          | —                        |
| 1 januari 1940    | —            | —                                        | —                      | Oberleutnant der Reserve |

- Opmerking: Turn und Sportabteilung der NSDAP was de voorloper van de Sturmabteilung[1].

## Lidmaatschapsnummers
- DAP-nr: 594 (lid geworden 1 december 1919)[17][1]
- NSDAP-nr.: 39[18][21][20] (lid geworden 7 januari 1926)[17][1]
- SS-nr.: 2[18][21][20] (lid geworden 21 september 1925[1]/januari 1928[17])

## Onderscheidingen
Selectie:
- Gouden Ereteken van de NSDAP[19][20] in 1933[17][5]
- Bloedorde[22] (nr.495) op 9 november 1933[17][5]
- Coburg-insigne[19][20][22] in oktober 1932[17][5]
- Ehrendegen des Reichsführers-SS[20][23] in 1933[5]
- SS-Ehrenring[20][22] in 1933[5]
- Dienstonderscheiding van de NSDAP in goud[17][20][5]
- Kruis voor Oorlogsverdienste, 2e Klasse met Zwaarden[20][5]
- Mouwband Stosstrupp Hitler[17][5]
- Erekruis voor Frontstrijders in de Wereldoorlog op 20 augustus 1934[17][5]